# Thierry Pécou
Pour les articles homonymes, voir Pécou.
Ne doit pas être confondu avec l'historien médiéviste Thierry Pécout
Thierry Pécou, né en 1965 à Boulogne-Billancourt, est un compositeur français de musique contemporaine.

## Biographie
Thierry Pécou suit le cursus classique du compositeur en France (piano dès 9 ans, puis Conservatoire national supérieur de musique de Paris, orchestration et composition, en 1987 et 1988) ; il s'en distingue par son goût pour les voyages (Canada, Japon, Chine, Russie, Espagne, Italie, Cuba, Mexique, Colombie, Équateur) ; il est aussi pensionnaire de la Casa de Velázquez à Madrid de 1997 à 1999 ; il a fondé en 1998, l'Ensemble Zellig (solistes instrumentaux et vocaux) qu'il a dirigé jusqu'en 2009. En 2010, il forme un nouvel ensemble, l'Ensemble Variances, avec lequel il élabore ses programmes de concerts de musique de chambre, basé sur des échanges avec d'autres compositeurs (Gabriela Ortiz, Lisa Bielawa, John Zorn, Gualtiero Dazzi, etc.), d'autres ensembles, ou des musiciens issus des musiques de traditions orales ou non européennes. Il se produit régulièrement au piano, notamment avec son ensemble.
Sa première œuvre significative est le Stabat Mater (1990), suivie en 1997 de L'Homme Armé. Son style est qualifié par certains de moderniste-synthétique-coloriste. Il a reçu en 1993, le prix Georges Enesco de la SACEM ; en 1996, le prix Pierre Cardin de l'Académie des Beaux-Arts et, en 1999, le prix Nouveau Talent de la SACD. Parmi ses œuvres les plus importantes, citons : Outre-Mémoire (2003), Symphonie du Jaguar (2002-2003), Passeurs d'eau-cantate amazonienne (2004), Vague de Pierre (2005), Les Machines désirantes (2008), et ses deux opéras : Les Sacrifiées (2007) et L'Amour coupable (2008).
Tout en étant actif internationalement, il s'est investi en France sur le « terrain », affichant une proximité avec la province et ne se limitant pas Paris, à l'occasion de festivals, et par sa collaboration active avec les jeunes artistes (musiciens, comédiens, danseurs) ; les cultures musicales extra-européennes (Mexique, Brésil) sont sources d'inspiration dans son propre langage qui recherche les combinaisons de sons inouïs, avec prépondérance d'instruments métalliques et de traditions éloignées les unes des autres (entre autres, la musique hindouiste, le gagaku japonais, avec l'organum qui est une des premières formes polyphoniques née du grégorien, et également les chants des animaux, les baleines par exemple) ; sa musique est exigeante, tout en étant séduisante, à la fois tonale et atonale, rituelle (mais non répétitive), voire jubilatoire. Elle intègre de façon complexe des procédés issus de l'oralité.
Ses œuvres sont éditées principalement par les Éditions Schott Music et Ricordi-Paris (période 1992-2000).
Thierry Pécou vit à Rouen en Haute-Normandie depuis 2011.

## Collaborations
Pécou a collaboré à plusieurs occasions avec le pianiste Alexandre Tharaud, en solo, avec l'Ensemble orchestral de Paris dirigé par Andrea Quinn, et également avec l'Ensemble Zellig qu'il a fondé. Il est depuis 2010 le fondateur et le directeur artistique de l'Ensemble Variances. Il a été en "résidence" à l'Opéra de Rouen Haute-Normandie de 2007 à 2010 et à l'Arsenal de Metz de 2011 à 2013.

## Distinctions
- Chevalier de l'ordre des Arts et des Lettres.

## Pièces emblématiques
- Petit livre pour clavier (pour piano, épinette et clavicorde, 1995)
- Le Tombeau de Marc-Antoine Charpentier pour 3 chœurs à voix égales, orgue baroque, basse de viole, positif et cloches (1995)
- Poème du Temps et de l'Éther (pour violoncelle et piano, 1996)
- Les Filles du feu (pour hautbois ou clarinette et ensemble, 1998)
- Symphonie du Jaguar (pour ensemble et orchestre, 2003)
- Outre-mémoire, variance (pour piano, 2004)
- Vague de pierre (pour grand orchestre)
- L'Oiseau innumérable (concerto pour piano et orchestre, 2006).
- Musique du film Nanouk l'Esquimau de Robert Flaherty (créé à Paris en décembre 2006)
- Les Sacrifiées (opéra créé à Nanterre d'après la pièce de Laurent Gaudé en janvier 2008)

## Discographie
- Passeurs d'eau, cantate amazonienne
- L'oiseau innumérable, Alexandre Tharaud, Ensemble orchestral de Paris, direction Andrea Quinn, Harmonia Mundi, 2008.
- Symphonie du Jaguar (Dir. François Xavier Roth), Vague de pierre (Dir. Jonathan Stockhammer), Orchestre Philharmonique de Radio France, Harmonia Mundi, 2010. Diapason d'or de l'année 2010.
- Tremendum, musique de chambre, Ensemble Variances, Percussions Claviers de Lyon, Harmonia Mundi, 2012.
- Humain non humain, musique de chambre, Ensemble Variances,Ohuaya records - 21music, 2021.

## Documentaires
- Entre les Lignes, film français de François Gauducheau (2009) 52 min.